# SWF
SWF是（的縮寫，讀作），是用於多媒體、矢量圖形和ActionScript的Adobe Flash文件格式。SWF文件可以包含不同程度的交互和功能的動畫或applet。它們也可包含在瀏覽器遊戲中。

## 介紹
這個檔案格式由FutureWave（後來納入Adobe）創建。創建這檔案格式的主要目標：創作小檔案以播放動畫。這個計畫的理念是可以在任何作業系統和瀏覽器中進行，並且讓網絡較慢的人也能順利瀏覽。FutureWave於1996年5月發布了FutureSplash Animator。1996年12月，Macromedia收購了FutureWave，FutureSplash Animator成為Macromedia Flash 1.0。 SWF的原始命名來自於Macromedia希望利用著名的Macromedia Shockwave品牌。Adobe於2005年收購了Macromedia。 2008年5月1日，作為開放式屏幕項目的一部分，Adobe放棄了對SWF格式規範的許可限制。但是Gnash開發團隊的成員Rob Savoy指出了Flash格式的一些部分仍然關閉。2008年7月1日，Adobe向Google和Yahoo發布了代碼，允許他們的搜索引擎抓取並索引SWF文件。
SWF中的主要圖形原語是路徑，它是一系列原始類型的段，從線到樣條或貝塞爾曲線。可以從這些構建額外的基元，如矩形，橢圓，甚至文本。因此，SWF中的圖形元素與SVG和MPEG-4 BIFS非常相似。 SWF還使用顯示列表，並允許命名和重用先前定義的組件。SWF使用的二進制流格式與QuickTime非常相似，帶有長度標籤和有效載荷標籤 - 這種設計使得較舊的播放器可以跳過不支持的內容。

## 外部連結
- http://www.swfvideoconverter.com/swf-converter-mac.html（页面存档备份，存于）
- http://www.swfvideoconverter.com/swf-converter.html（页面存档备份，存于）